# Jana Hallas
Jana Hallas, född 20 december 1969, är en estnisk låtskrivare.
Hallas har tillsammans med Pearu Paulus, Ilmar Laisaar och Alar Kotkas varit med om att skriva tre av Estlands bidrag i Eurovision Song Contest; Once in a Lifetime som framfördes av Eda-Ines Etti i Eurovision Song Contest 2000, Runaway som framfördes av Sahlene i Eurovision Song Contest 2002 och Through My Window som framfördes av Sandra Oxenryd i Eurovision Song Contest 2006.
Hallas har även skrivit låtar åt 2 Quick Start, Best B4 och Vice Presidents.